# آندره فرانسوا
آندره فرانسوا (به فرانسوی: André François) با نام اصلی آندره فراکاس (André Farkas) (زاده ۹ نوامبر ۱۹۱۵ – درگذشته ۱۱ آوریل ۲۰۰۵) نقاش، طراح، کاریکاتوریست و نویسنده مجاری‌تبار فرانسوی بود. وی به دلیل ذهنیت خلاق، دید ژرف و تنوع در روش کار، تصویرپردازی موفق به‌شمار می‌رفت. او تابعیت فرانسوی داشت و در زمینه کتاب کودک نیز فعال بود.